# بيرني فورد
بيرني فورد (بالإنجليزية: Bernie Ford)‏ هو عداء مراثوني بريطاني، ولد في 3 أغسطس 1952.

## وصلات خارجية
- بيرني فورد على موقع الاتحاد الدولي لألعاب القوى (الإنجليزية)
- بيرني فورد على موقع ThePowerOf10.info (الإنجليزية)
- بيرني فورد على موقع رابطة إحصائيات سباق الطريق (الإنجليزية)
- بيرني فورد على موقع أوليمبيديا (الإنجليزية)
- بيرني فورد على موقع اللجنة الأولمبية البريطانية (الإنجليزية)